# トリトン海野
トリトン海野（トリトンうみの、1962年11月18日 - ）は、日本のお笑い芸人。元陸上自衛官。本名は、海野幸人。宮崎県宮崎市出身。東京演芸協会理事。

## 略歴
1980年陸上自衛隊に入隊。第1空挺団（落下傘部隊）に配属となる。1982年任期満了につき除隊。1990年再度入隊。第32普通科連隊→自衛隊体育学校→自衛隊千葉地方協力本部〜陸上幕僚監部広報室兼大臣官房広報課。2016年大宮駐屯地第32普通科連隊にて定年退官（曹長）。その後東京演芸協会入会となる。主にらっぱ漫談を得意とする。

## 主な活動場所
- 浅草東洋館
- 上野広小路亭
- 日本橋亭

## 現在の主な出演番組
- トリトン海野のワクワクらっパラダイス - 第１第３火曜日1😬19:00～19：50　MC担当2022年10月～ 北千住ｃwave（終了）
- 澤村壱番・トリトン海野のPocaCosaラジオ- 第1第３木曜日1７:00～1７：50　MC担当2021年10月～ 北千住Cwave